# Соломон Окоронкво
Соломон Ндубісі Окоронкво (англ. Solomon Ndubisi Okoronkwo; нар. 2 березня 1987, Енугу, Нігерія) — нігерійський футболіст, нападник.

## Клубна кар'єра
Вихованець «Габрос Інтернешнл», з 2004 року виступав за дорослу команду вище вказаного клубу. Наступного року переїхав до Німеччини, де підписав контракт з «Гертою». Дебютував у Бундеслізі 6 серпня 2005 року в нічийному (2:2) поєдинку 1-го туру проти «Ганновера 96», але провів на полі лише декілька секунд, оскільки вийшов на 90-й хвилині замість Нанду Рафаеля. За два сезони провів 17 матчів у чемпіонаті. Проте вже наступного сезону після переїзду до Німеччини відправився в оренду до представника Другої Бундесліги «Рот-Вайс» (Ессен), у футболці якої дебютував 28 січня 2006 року в програному (1:3) виїзному поєдинку проти «Фрайбурга». Своїм першим голом за нову команду відзначився 16 березня 2006 року в переможному (3:1) поєдинку 26-го туру Другої Бундесліги проти «Карлсруе», на 43-й хвилині встановив рахунок 1:0. У своєму третьому сезоні за «Герту» зіграв у 22-х матчах чемпіонату. Своїм першим голом за столичний клуб у Бундеслізі дебютував 18 серпня 2007 року в переможному (3:1) домашньому поєдинку 2-го туру проти «Штутгарта».
У серпні 2008 року залишив «Герту» та перейшов до клубу російського вищого дивізіону «Сатурн» (Раменське) приблизно за 1,4 мільйона євро, з яким підписав 2,5-річний контракт й отримав можливість виступати за команду з 31 серпня. Дебютував за нову команду 13 вересня 2008 року у переможному (2:0) домашньому матчі 21-го туру проти «Томі». У першому сезоні зіграв 9 матчів за російський клуб, а наступного — 5. У січні 2011 року перебрався до представника норвезького Елітесеріен «Олесунн», у футболці якого дебютував 1 квітня 2011 року в програному (0:2) виїзному поєдинку 2-го туру проти «Волеренги». Протягом сезону провів 12 матчів за «Олесунн». У 2012 році перебрався до представника вищого дивізіону чемпіонату Угорщини, «Печа». В угорській першості провів 7 матчів та відзначився 1-м голом (26 травня 2012 року в програному (3:4) домашньому поєдинку проти будапештського «Гонведу»).
З 18 червня 2013 року на запрошення Фалько Гетца, тренера клубу Другої Бундесліги «Ерцгебірге Ауе», тому сторони швидко досягли згоди й підписали дворічний контракт. З січня 2015 року виступав за «Зандгаузен». 7 липня 2015 року представлений як новачок клубу Регіоналліги «Саарбрюкен», з новим тренером якого, Фалько Гетце, уже був знайомий за роботою в «Ерцгебірге». З літа 2016 року перебував без контракту і наступні півроку підтримував форму в Берліні. На початку 2017 року підписав контракт з «Нойштерліцом». 31 травня 2017 року Окоронкво підписав контракт зі східнонімецьким грандом «Динамо» (Берлін). Рік по тому перебрався в «Реден». Залишив клуб у середині 2019 року, протягом 6 місяців перебував без клубу, після чого прийняв пропозицію «Ганновера».
6 серпня 2020 року було оголошено, що Соломон підписав контракт із клубом Оберліги Північний-Схід «Герта 06» на сезон 2020/21 років. Трохи менше ніж через рік перейшов до іншого клубу Оберліги Північний-Схід, «Бранденбургер», виступав за команду протягом двох місяців, перш ніж у вересні 2021 року повернувся до «Герти 06». У січні 2023 року перейшов до берлінського «Тюркспору» за який провів 8 ігор до червня місяця, після чого залишив клуб.

## Кар'єра в збірній
Окоронкво провів чотири матчі за національну збірну Нігерії з 2007 по 2011 рік, а також з 7 по 23 серпня 2008 року брав участь в Олімпійських іграх у Пекіні. Зіграв у всіх шести матчах турніру, включаючи фінал, в якому нігерійці з рахунком 0:1 поступилася Аргентині.

## Статистика виступів

### Клубна
| Сезон             | Клуб              | Дивізіон           | Ліга  | Ліга | Кубок | Кубок | Загалом | Загалом |
| Сезон             | Клуб              | Дивізіон           | Матчі | Голи | Матчі | Голи  | Матчі   | Голи    |
| ----------------- | ----------------- | ------------------ | ----- | ---- | ----- | ----- | ------- | ------- |
| 2011              | «Олесунн»         | Елітесеріен        | 12    | 0    | 4     | 2     | 16      | 2       |
| 2011–12           | «Печ»             | Чемпіонат Угорщини | 7     | 1    | 0     | 0     | 7       | 1       |
| 2012–13           | «Печ»             | Чемпіонат Угорщини | 10    | 3    | 3     | 1     | 13      | 4       |
| 2013–14           | «Ерцгебірге Ауе»  | Друга Бундесліга   | 12    | 0    | 1     | 0     | 13      | 0       |
| Усього за кар'єру | Усього за кар'єру | Усього за кар'єру  | 41    | 4    | 8     | 3     | 49      | 7       |

### Матчі за збірну
| #  | Дата              | Суперник       | Рахунок | Змагання         | Поява на полі |
| -- | ----------------- | -------------- | ------- | ---------------- | ------------- |
| 1. | 19 листопада 2008 | Колумбія       | 0 — 1   | Товариський матч | 62            |
| 2. | 11 серпня 2010    | Південна Корея | 1 — 2   | Товариський матч | 59            |
| 3. | 29 березня 2011   | Кенія          | 2 — 0   | Товариський матч | 46            |

## Досягнення
- Кубок Норвегії
  -  Володар (1): 2011

- Кубок Берліну
  -  Володар (1): 2018

- Олімпійські ігри
  -  Срібний призер (1): 2008